# Berner Kantorei
Die Berner Kantorei ist ein Konzertchor in Bern, der Werke aus der Chormusik einstudiert und aufführt. Ihre Hauptaufgabe ist die musikalische Gestaltung der halbstündigen Samstagabend-Vespern im Berner Münster. Ausserdem singt sie in weiteren Gottesdiensten und veranstaltet jährlich mehrere Konzerte (Weihnachtskonzert, Passionsmusik, Abendmusik) mit grösseren Werken der Kirchenmusik aus allen Stilepochen in unterschiedlicher Besetzung. Einzelne Konzerte singt sie gemeinsam mit der Zürcher Kantorei zu Predigern sowohl im Berner Münster als auch in der Zürcher Predigerkirche.

## Geschichte
Die Berner Kantorei entstand kurz vor 1960, als der Organist Kurt Wolfgang Senn im Berner Münster die Samstagabend-Vesper einführen wollte. Er hatte auf einer seiner Konzertreisen in Deutschland eine Samstagabend-Vesper gehört und sich vorgenommen, so etwas in Bern auch einzuführen.
Im Anfang wirkte ein Chor mit, der sich aus ehemaligen Teilnehmern in den Singwochen der Engadiner Kantorei zusammensetzte.  Ab 1961 wurde der Chor von Martin Flämig geleitet. 1962 gründeten die drei von Martin Flämig geleiteten Chöre in Bern, Basel und Zürich die Evangelische Singgemeinde (ESG). Mit dem Namen Berner Kantorei wurde der Chor Teil dieses Vereins.
1971 wurde Flämig als Kreuzkantor nach Dresden berufen. Als Nachfolger wurde 1972 Klaus Knall gewählt. Er war von 1981 bis 1996 auch Leiter des Instituts für Kirchenmusik in Zürich. Nach seinem Rücktritt 1997 wurde 1998 Johannes Günther gewählt, der seither die Berner Kantorei und die Zürcher Kantorei zu Predigern leitet. Seit 2003 gibt es am Berner Münster auch den Berner Münster Kinderchor, der ebenfalls von Johannes Günther geleitet wird.

## Repertoire
Das Repertoire für die Vespern stammt aus allen Zeiten der Kirchenmusik, insbesondere von der Renaissance über die Barockzeit und die Romantik bis zur Kirchenmusik des 20. Jahrhunderts.
In den Konzerten singt die Berner Kantorei klassische Werke der Kirchenmusik, so von Johann Hermann Schein, Heinrich Schütz (Motetten, Psalmen Davids, Opus Ultimum), Claudio Monteverdi (Marienvesper), Dieterich Buxtehude (Psalmen Davids), Johann Sebastian Bach (Passionen, Messen, Kantaten), Georg Friedrich Händel (Messias, Israel in Egypt), Wolfgang Amadeus Mozart (Requiem, Messe), Johannes Brahms (Motetten, Deutsches Requiem), Felix Mendelssohn Bartholdy, Anton Bruckner, Peter Cornelius, Josef Gabriel Rheinberger.
Die Berner Kantorei singt oft auch Werke des 20. Jahrhunderts von Ernst Pepping (Passionsbericht des Matthäus, Weihnachtsgeschichte des Lukas), Hugo Distler (Choralpassion, Weihnachtsgeschichte), Willy Burkhard (Jesaja, Der kleine Psalter, Die Sintflut, Das Jahr), Frank Martin (Messe, In Terra Pax, Golgotha), Arthur Honegger (La dance des morts), Luc Balmer (Messe), Hans Studer (Gott ist Mieter, Apostolische Motette), Walter Kraft (Christus), Ernst Pfiffner (Maranatha), Ronald Bisegger (Kohlet, Triptychon), u. a.
Sie ist bestrebt immer wieder auch zeitgenössische Musik aufzuführen, zum Teil auch als Kompositionsauftrag. Beispiele dazu stammen von R. Waldmeier (Pfingstkantate VENI), Iris Szeghy (Menschheit), Pierre Funck (Psalm 139), Kurt Widorsky (Türmische Träumereien), Elvira Garifzyanova (Suchet mein Angesicht), Ulrich Gasser (Transcredo), Christian Henking (Ich bin so müde vom Seufzen), Kurt Meier (Singet Gott, Magnificat) und Daniel Glaus.

## Diskographie (Auswahl)
- Adolf Brunner: Markus-Passion. Regula Zimmerli, Dieter Agricola, Martin A. Bruns, Ulrich Studer; Berner Kantorei; Heiner Kühner (Orgel); Collegium musicum der Evangelischen Singgemeinde. Dir. Klaus Knall2. CDs. Musikszene Schweiz, Migros-Genossenschafts-Bund 1985/2001.[7]
- Ernst Pepping: Die Weihnachtsgeschichte des Lukas. Für 4–7stimmigen Chor a cappella. Pan, 1981
- Musik aus dem Münster in Bern : Samstagabendfeier. Werke von Paul Müller-Zürich und Antonius Scandellus. Berner Kantorei, Berner Kammerchor; Kurt Wolfgang Senn (Orgel); Martin Flämig (Ltg.). Fono, Luzern 1964. (In Reihe Aus schweizerischen Klöstern, Kathedralen und Kirchen.)